# 13mmゲージ
13mmゲージとは、軌間13ミリメートルの鉄道模型。

## 概要
従来、1/80スケールの日本型車両を軌間16.5ミリメートルの線路上を走らせる場合、軌間と縮尺が一致していなかった。そのため、一部の愛好家の間で1/80スケールの車両の軌間を13ミリメートルに改造する動きが1950年代よりあった。これにより日本型の鉄道模型に最小限の改造を施す事で標準的な1/80スケールの車両を実物に近い軌間で走行する事ができる。スパイクモデルから改造用の部品が販売されていた。
長らく軌間は13ミリメートルでも車輪の厚み等、細部がメーカーによってまちまちで、一部のメーカーの車輪では分岐器の通過が困難な事例もあったものの、2003年に薄車輪（バックゲージ:11.5ミリメートル）の新しい仕様が13mmゲージ規格検討委員会によって推奨規格として策定され、鉄道模型誌にて発表された。1962年に名称をTM (Thirteen Millimetre) ゲージとすることが提案されたが、既にイギリスで13.5ミリメートルの軌間に使用されているために山崎喜陽によって反対され、名称は定着しなかった。2009年1月のプロト13クラブ総会において、1/80スケール･13ミリメートルの名称をJMゲージとする事が決議された。
実物の2フィートの軌間を1/48スケールで再現した場合にも13ミリメートルになる。